# Estivale bretonne
L'Estivale bretonne est une course cycliste française disputée au mois d'août dans le département du Finistère, en Bretagne. Elle fait partie du calendrier national de la Fédération française de cyclisme.

## Histoire
L'épreuve par étapes naît en 2016 de la fusion de deux organisations de classiques bretonnes : le Grand Prix de la Mine à Poullaouen et le Circuit du Viaduc au Ponthou. Pour la deuxième édition en 2017, la course passe à quatre étapes,.
L'édition 2020 est annulée en raison de la pandémie de Covid-19,.

## Palmarès
| Année | Vainqueur                    | Deuxième         | Troisième                    |
| ----- | ---------------------------- | ---------------- | ---------------------------- |
| 2016  | David Gaudu                  | Rémy Rochas      | Samuel Plouhinec             |
| 2017  | Fabien Schmidt               | Alan Riou        | Taruia Krainer               |
| 2018  | Maxime Jarnet                | Thibault Ferasse | Kévin Besson                 |
| 2019  | Julien Guay                  | Matthieu Jeannès | Jelle Mannaerts              |
| 2020  | annulé                       | annulé           | annulé                       |
| 2021  | Johan Le Bon                 | Louis Barré      | Sandy Dujardin               |
| 2022  | Jean-Louis Le Ny             | Mickaël Guichard | Romain Campistrous           |
| 2023  | Florian Dauphin              | Gari Lagnet      | Henri-François Renard-Haquin |
| 2024  | Henri-François Renard-Haquin | Baptiste Poulard | Gari Lagnet                  |
| 2025  | Hugo Théot                   | Carson Miles     | Adam Howell                  |